# Röskva
Röskva je ime prekrasne crvenokose djevojčice, koja u nordijskoj mitologiji služi Toru kao štitonoša.
Sestra je Tjalfeja. Oni služe Toru zato što je Thjalfi uništio jednu od kostiju koza koje vode Tora po nebu. Na taj potez ga je nagovorio Loki.